# Pseudobarbus quathlambae
Pseudobarbus quathlambae é uma espécie de peixe actinopterígeo da família Cyprinidae.
Apenas pode ser encontrada no Lesoto.